# 790

790(칠백구십)은 789보다 크고 791보다 작은 자연수다.

## 수학
- 합성수로, 그 약수는 1, 2, 5, 10, 79, 158, 395, 790이다. 진약수의 합은 650이므로, 790은 부족수다.
- 104번째 쐐기수다. 앞의 쐐기수는 786, 다음 쐐기수는 795다.
- {\displaystyle 23^{12}-1}은 790으로 나누어떨어진다.

## 과학·기술
- NGC 790(영어판): 고래자리 방향에 있는 렌즈형은하.
- 790 프레토리아(영어판): 소행성.
- KTM 790 시리즈: KTM의 모터사이클 시리즈.

## 교통
- 주간고속도로 제790호선(영어판)
- 현도 제790호선

## 군사
- 790 해군 항공대(영어판): 과거 존재한 영국의 해군 항공대.

## 문화유산
- 대한민국의 보물 제790호: 영천 은해사 백흥암 극락전

## 기타
- 연도: 790년, 기원전 790년
- 790년대
- 한국십진분류법에서 아시아 제어 및 영어, 독일어, 프랑스어, 스페인어, 포르투갈어, 이탈리아어를 제외한 기타 제어에 관한 책들이 분류되는 번호.